# Flavio Bozzoli
Flavio Bozzoli (Genova, ...) è un pittore e fumettista italiano.

## Biografia
Pittore genovese, Flavio Bozzoli inizia ad occuparsi professionalmente di fumetti collaborando alle collane Alboromanzo Vamp ed Il Bertoldo, entrambe pubblicate da Gino Sansoni. A partire dal 1965, sempre per lo stesso editore, collabora a Zakimort, diventando il disegnatore principale della serie. Due anni più tardi viene promosso a Diabolik, testata per cui realizza oltre cento episodi sia in veste di matitista che in quella di inchiostratore.
il primo episodio che disegna per Diabolik è "il nemico invisibile" del 4 settembre 1967.